# Hospital General de La Rioja
El Hospital General de La Rioja es un hospital público situado en Logroño, y forma parte del Servicio Riojano de Salud. Destaca por ser el primer y más antiguo hospital en activo de toda La Rioja, y actualmente dedicado a ser un centro de hospitalización de corta estancia para pacientes crónicos.

## Historia

### Antecedentes
Antiguamente, el hecho de ser atendido en un hospital era sinónimo de pobreza y beneficencia, ya que los enfermos pudientes eran atendidos en sus propios domicilios. 
Desde el siglo XIII hay referencias a hospitales en la ciudad de Logroño. Fuera del casco urbano había un hospital de San Lázaro o lazareto situado al suroeste de la ciudad, donde se trataban enfermedades infecciosas, siendo demolido en 1747 tras estar ya en situación de abandono. También existían otros hospitales, como los llamados Rocamador, San Juan, San Gil, y San Blas. Tenían recursos materiales y económicos muy limitados, y podían poseer un importante carácter religioso, pero en Logroño eran de patronato municipal, donde acogían a enfermos, pobres y marginados. Desde 1570 el hospital de Rocamador también albergó el Tribunal de la Santa Inquisición, trasladado desde Calahorra.
Posteriormente la mayoría de estas instituciones se agruparon a finales del siglo XV por orden de los Reyes Católicos, (decisión ratificada en la bula papal de León X de 1515) en el caso de Logroño en un nuevo hospital, cerca del convento de San Francisco y el coso taurino, que se llamó Hospital de la Misericordia. Tuvo un papel destacado durante la epidemia de peste de 1599 y durante la epidemia de cólera de 1834. 
En 1837 pasó a depender de la recién creada Junta de Beneficencia y, en consecuencia, de la Diputación Provincial. 
Tras un incendio que destruyó el convento (entonces reconvertido en cuartel) el 21 de agosto de 1869, parte de su solar se utilizaría para construir el futuro Hospital Provincial.

### Hospital Provincial de Logroño
A principios de la década de 1860, la Diputación Provincial de La Rioja encarga al arquitecto Jacinto Arregui el proyecto de la Casa de Beneficencia y el Hospital Provincial
, situando al hospital en la zona norte de la ciudad de Logroño, cerca de la plaza del Coso.

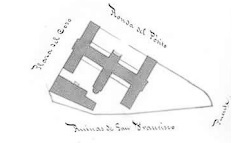
Planta del Hospital, según el Álbum del Censo de Edificios de 1878 realizado por el arquitecto Francisco de Luis y Tomás

El diseño del edificio se completa en 1866, y a medida que se va construyendo, se hace patente la necesidad de realizar ampliaciones. Posee una planta con forma de H, con planta baja y dos pisos a los que más tarde se añaden dos áticos. Es inaugurado el 30 de septiembre de 1871 por el rey Amadeo I de Saboya durante su visita a la ciudad, aunque las obras se completarían más tarde.
El servicio asistencial que entonces atendía al establecimiento
estaba integrado por las siguientes personas: un médico director, un médico segundo, un oculista, un médico director de Sanidad Militar, un cirujano, tres practicantes, un farmacéutico, un auxiliar de farmacia, un capellán, un administrador, un oficinista, doce hermanas de la Caridad, seis enfermeras procedentes del personal femenino acogido en la Beneficencia, seis lavanderas, diez enfermeros, un portero, un jardinero, un leñador y una encargada de los niños expósitos. En la parte de atrás del edificio se ubicó la granja del centro sanitario, donde se ordeñaba a las vacas y se hacía la matanza.

### SigloXX
Durante la pandemia de gripe de 1918, el Hospital Provincial de Logroño sufrió un severo saturamiento de camas hospitalarias (especialmente en el mes de octubre) lo que motivó al gobierno provincial a solicitar al Ayuntamiento disponibilidad de locales para instalar más camas, a pesar de que muchos pacientes eran atendidos en sus domicilios.
En 1948 el Instituto Nacional de Previsión solicita licencia municipal para construir la Residencia Sanitaria de Logroño, que más tarde sería el Hospital San Millán. En 1954 se inaugura el Sanatorio Antituberculoso San Pedro, construido parcialmente a expensas del filántropo Pedro Mazo. Este sanatorio se convertiría en el actual Hospital San Pedro.
En la década de 1960, el Hospital Provincial contaba con sólo dos consultas abiertas al público (Otorrinolaringología y Oftalmología) y conservaba una planta para enfermos de tuberculosis. También permanecía la estancia de las hermanas de San Vicente de Paúl, las enfermeras de entonces, así como las salas para tratar enfermedades venéreas y otra, con barrotes, específica para presos. 
En 1973, el Hospital Provincial contaba con 263 camas instaladas. 
La desaparición de la Beneficencia en favor de la Seguridad Social provocó una crisis superada cuando el INSALUD le dio categoría de centro de referencia, compartiendo protagonismo con el Hospital San Millán. Esta situación coincide con el cierre por reforma integral del Hospital San Pedro entre 1992 y 1995. El Hospital General de La Rioja no sólo debe acoger a los profesionales del centro cerrado por obras sino también a más población. 
El número de trabajadores fue ampliado y se extendió la oferta médico quirúrgica, añadiendo servicios como Medicina Nuclear y Radioterapia. Se realizaban gran número de intervenciones de Cirugía, Urología, Ginecología, Traumatología, Oftalmología, y Cirugía Plástica. También tuvieron lugar las primeras intervenciones de Cirugía Laparoscópica Intervencionista en 1991.

### SigloXXI
Tras el cierre definitivo del Hospital San Millán y las ampliaciones del Hospital San Pedro, el Hospital General de la Rioja disminuye su actividad asistencial, centrándose en la atención de pacientes subagudos y crónicos. 
El 2017 se inauguró un Hospital de Día de Salud Mental ubicado en las instalaciones del Hospital General de la Rioja.
En 2021 se crea en el Hospital el Centro de Reproducción y Sexualidad, con consulta médica de Obstetricia y Ginecología, matrona y consultas específicas como la Unidad de Diversidad Sexual. 
En 2022 se realizan obras para adaptar al Hospital y transformar sus instalaciones en un Hospital de Fragilidad, centro de hospitalización de corta estancia para pacientes crónicos y evitar su ingreso en el Hospital San Pedro.

### La Casa de Socorro
Logroño supera los 19.237 habitantes de 1900 a 34.329 habitantes en 1930, casi doblando su población en 30 años, por lo que se decidió crear la Casa de Socorro de Logroño. Su actividad se inicia el 14 de mayo de 1923 en unas dependencias del Hospital Provincial cedidas por la Diputación contando como único personal un practicante con la ayuda de un médico del Hospital. 
El 11 de junio de 1924 se inaugurarían los nuevos instalaciones localizadas en la calle de la Audiencia (hoy calle Víctor Pradera), esta vez con una mayor  plantilla de cinco médicos, cinco practicantes, portero y una mujer de la limpieza. Tenía una consulta médica, una consulta para el practicante, una sala de operaciones y una sala de recuperación de enfermos con tres camas, aunque también se realizaban visitas a domicilio. 
En 1938 se cierra el centro, trasladándose de nuevo a las dependencias del Hospital Provincial, circunstancias que se mantuvieron hasta 1967. Ese año se traslada nuevamente a la calle Pío XII esquina con la calle Belchite, con una plantilla de 6 médicos, 6 practicantes, y 5 celadores que se organizaban por un sistema de turnos de un médico, un practicante y un celador por turno, de forma parecida a 1924. En 1979 se traslada a otro espacio de la estación de autobuses situado con entrada por la avenida de España. 
Su actividad fue disminuyendo, y tras el establecimiento de la red sanitaria pública estatal que dio paso a los centros de salud actuales durante la década de 1980, su actividad cesó el 7 de marzo de 1988.

## Cobertura asistencial
El Hospital General de la Rioja atiende a pacientes del Área de Salud de La Rioja, que consta de alrededor de 320.000 habitantes. Su función actual está orientada a atender pacientes crónicos o con pluripatología que puedan requerir ingresos de corta estancia sin necesidad de ingresar en el Hospital San Pedro (el hospital de referencia de la La Rioja)

### Otros centros
El Hospital General de la Rioja tiene cerca de sus instalaciones el Centro de Reproducción y Sexualidad. También cuenta con Hospital de Día de Salud Mental, con una extensión de 300 metros cuadrados. 

## Cartera de servicios[20]
| - Geriatría - Medicina Interna - Rehabilitación - Cuidados Paliativos – Atención Sanitaria Domiciliaria - Psiquiatría | - Farmacia Hospitalaria - Radiodiagnóstico |

## Instalaciones y recursos
El Hospital General de la Rioja, construido en una parcela de alrededor de 7.000 metros cuadrados, consta de un edificio asistencial principal de 3.300 metros cuadrados.
El hospital dispone de:
- camas 68
- ecógrafos 1
- salas de radiografía 1